# Plataniás
Plataniás (en grec : Πλατανιάς) est un dème situé dans la périphérie de la Crète en Grèce. Le dème actuel est issu de la fusion en 2011 entre les dèmes de Kolymvári, de Mousoúroi, de Plataniás et de Voukoliés.